# Sjöfartsnytt
Sjöfartsnytt (engelska: The Shipping News) är en dramafilm från 2001. Den är regisserad av Lasse Hallström och baserades på romanen med samma namn av Annie Proulx.

## Rollista
- Kevin Spacey - Quoyle
- Julianne Moore - Wavey Prowse
- Judi Dench - Agnis Hamm
- Cate Blanchett - Petal
- Pete Postlethwaite - Tert Card
- Scott Glenn - Jack Buggit
- Rhys Ifans - Beaufield Nutbeem
- Gordon Pinsent - Billy Pretty
- Jason Behr  - Dennis Buggit
- Larry Pine - Bayonet Melville
- Jeanetta Arnette -  Silver Melville
- Katherine Moennig - Grace Moosup
- Lauren Gainer - Bunny Quoyle
- Alyssa Gainer - Bunny Quoyle
- Kaitlyn Gainer - Bunny Quoyle